# نادين آن توماس
نادين آن توماس هي دي جيه وعارضة ماليزية، ولدت في 2 سبتمبر 1986.